# ジョヴァンニ・バッチスタ・カプロニ
ジョヴァンニ・バッティスタ・カプローニ（Giovanni Battista Caproni 、1886年7月3日 - 1957年10月27日）は、イタリアの航空技術者、土木技術者、電気技術者、航空機設計者である。カプローニ社の創業者として知られる。渾名は「ジャンニ (Gianni)」。

## 幼少期と教育
1886年7月3日、当時オーストリア＝ハンガリー帝国であったマッソーネ（現在のイタリア共和国トレンティーノ＝アルト・アディジェ州トレント県アルコ）に生まれる。1907年にミュンヘン工科大学で土木工学の学位を、その1年後にはリエージュ大学で電気工学の博士号をそれぞれ取得している。

## 業績

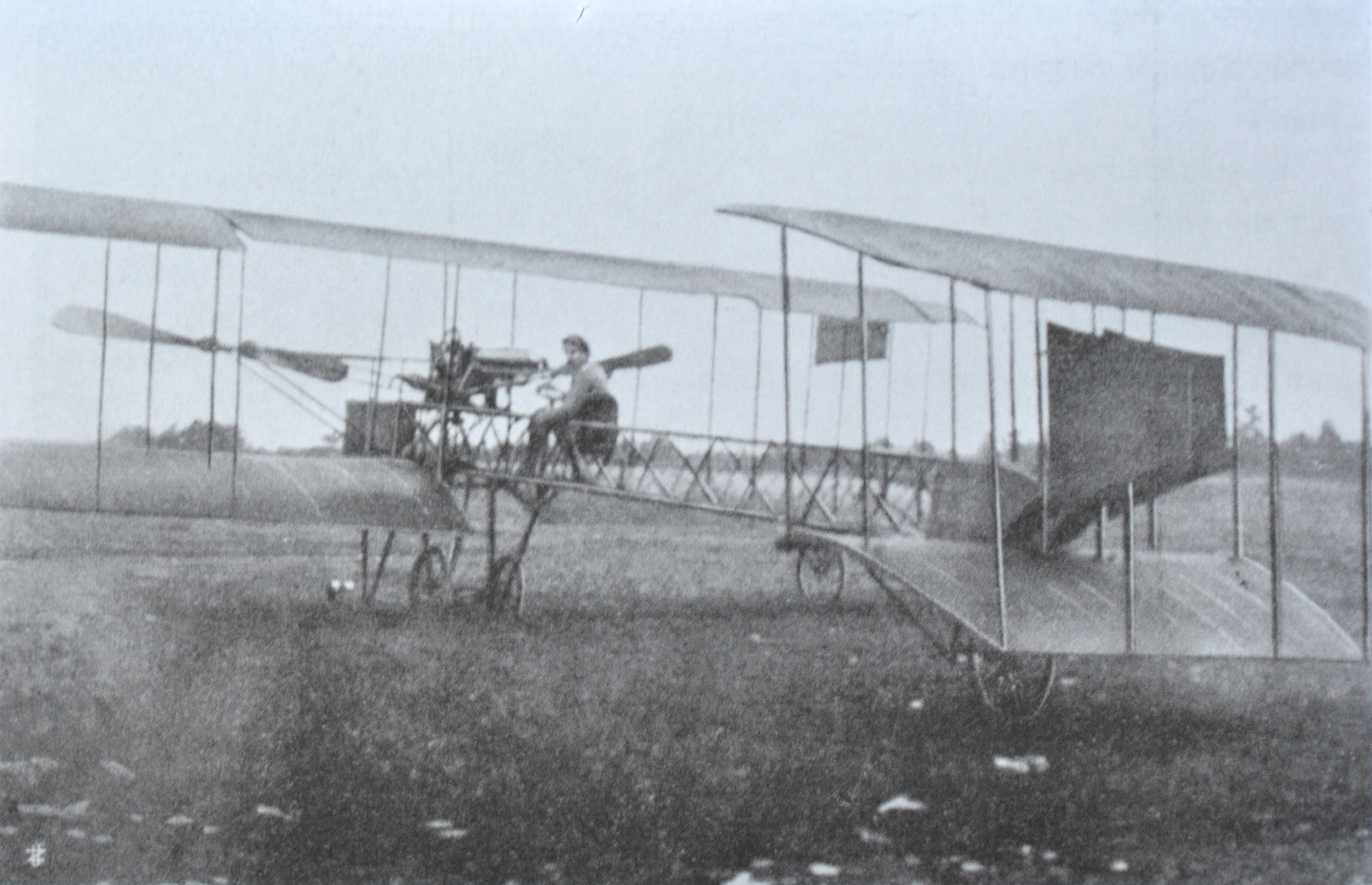
複葉機カプロニ Ca.1（1910年、マルペンサ飛行場）。イタリアで初めて製造された実用的航空機。

1907年と1908年、カプロニは航空用エンジンの開発実験を行った。
同じ頃、リエージュ・モンテフィオーリ研究所でグライダー建造中に出会ったルーマニア人航空機技術者のアンリ・コアンダと共同で作業をおこなった。1908年、ミラノのタリエド地区 (it:Taliedo) に複葉機製造の為カプロニ社を創業した。1909年、ソンマ・ロンバルド近郊の農場跡（カーシナ・マルペンサ (it:Cascina Malpensa) ）に航空機の開発拠点を置き、飛行場（現在のミラノ・マルペンサ国際空港）を開いた。1910年、イタリア初の実用航空機であるカプロニ Ca.1を設計、製造したが、これは同年5月27日の初飛行中に損壊している。
1911年（この年、彼の会社がソチェタ・デ・アゴスティニ・エ・カプロニ(Società de Agostini e Caproni)と名付けられている）、カプロニは単葉機製作へと方針を転換し、さらなる成功を収める。1914年にはイタリア初となる全動力式航空機を試験、これは後にカプロニ Ca.31と命名される三エンジン式複葉機であった。1915年にイタリアが第一次世界大戦に参戦した後は、爆撃機の設計及び製造に尽力した。その後、彼の会社はソチェタ・カプロニ・エ・コミッティ((Società Caproni e Comitti)と改称している。
カプロニは旅客機開発の草創期における提唱者であり、爆撃機Ca.4を基に旅客機Ca.48を開発した。これは最初に公開された時には非常に好印象を与えたものの、Ca.48は一度も航空会社による運用に就航することなく、1919年8月2日にヴェローナ近郊に墜落して全乗員（資料により14人、15人または17人とばらつきがある）が死亡するという、イタリア初の民間機災害にして、最古かつ当時最悪の旅客機事故の一つを起こしている
。1921年、彼は大西洋横断用の巨大旅客飛行艇としてカプロニ Ca.60（旅客定員100人）を試作したが、初飛行の時点で不安定な挙動を見せた後に大破した。同じ頃にグライダーも設計している。
第一次世界大戦と第二次世界大戦の間、カプロニは努力の大部分を爆撃機と小型輸送機の設計製造に注ぎ込み、カプロニ社はジェット機の原型となるダクテッドファン方式の実験機であるスティパ・カプロニ及びカプロニ・カンピニ N.1を製造している。この頃、彼の会社はカプロニ・ベルガマスカ(Caproni Bergamasca)やカプロニ・ヴィッゾーラ(Caproni Vizzola)等の子会社を創設しながら大手複合企業のソチェタ・イタリアーナ・カプロニ(Società Italiana Caproni, Milano)へと成長していた（レッジャーネ社を子会社化するべく買収したという主張も存在するが、これは都市伝説である。）。カプロニは両大戦の間にタリエド伯(Conte di Taliedo)の称号を付与された。
カプロニ社は第二次大戦中、子会社であるカプロニ・ヴィッゾーラも戦闘機の試作機を建造する一方で、イタリア王立空軍(Regia Aeronautica)に対して航空機製造（主に爆撃機、輸送機、水上機、練習機など）を行った。
ソチェタ・イタリアーナ・カプロニは1950年に消滅したが、カプロニ・ヴィッゾーラは1983年までの間、グループ内では最後まで生き残っていた。

## 死去
カプロニは1957年10月27日、ローマで死去した。